# 田島村 (熊本県)
田島村（たしまむら）は、熊本県の北部、菊池郡にあった村。

## 歴史
- 1889年4月1日 - 町村制施行。田島村、南田島村が合併して田島村が成立。
- 1955年4月1日 - 泗水村、七城村（一部）と合併して泗水村となり消滅。